# Paulding
Paulding és una vila del Comtat de Paulding (Ohio) als Estats Units d'Amèrica.

## Demografia
Segons el cens dels Estats Units del 2000 Paulding tenia 3.595 habitants, 1.466 habitatges, i 988 famílies. La densitat de població era de 608,8 habitants per km².
Dels 1.466 habitatges en un 33% hi vivien nens de menys de 18 anys, en un 51,7% hi vivien parelles casades, en un 11,1% dones solteres, i en un 32,6% no eren unitats familiars. En el 28,4% dels habitatges hi vivien persones soles el 13,7% de les quals corresponia a persones de 65 anys o més que vivien soles. El nombre mitjà de persones vivint en cada habitatge era de 2,42 i el nombre mitjà de persones que vivien en cada família era de 2,96.
Per edats la població es repartia de la següent manera: un 25,6% tenia menys de 18 anys, un 9,5% entre 18 i 24, un 27,5% entre 25 i 44, un 22,1% de 45 a 60 i un 15,3% 65 anys o més.
L'edat mediana era de 37 anys. Per cada 100 dones de 18 o més anys hi havia 87 homes.
La renda mediana per habitatge era de 35.943 $ i la renda mediana per família de 41.962 $. Els homes tenien una renda mediana de 33.042 $ mentre que les dones 22.103 $. La renda per capita de la població era de 17.383 $. Aproximadament el 6,3% de les famílies i el 9% de la població estaven per davall del llindar de pobresa.

## Poblacions properes
El següent diagrama mostra les poblacions més properes.